# Capulhuac
Capulhuac és un municipi de l'estat de Mèxic. Capulhuac de Miraflores és el cap de municipi i principal centre de població d'aquesta municipalitat. Aquest municipi és a la part nord-occidental de l'estat de Mèxic. Limita al nord amb els municipis de Jilotepec i Chapa de Mota, al sud amb Tianguistenco, a l'oest amb San Antonio la Isla i a l'est amb Tinaguistenco.